# Palais de Justice (Lausanne)

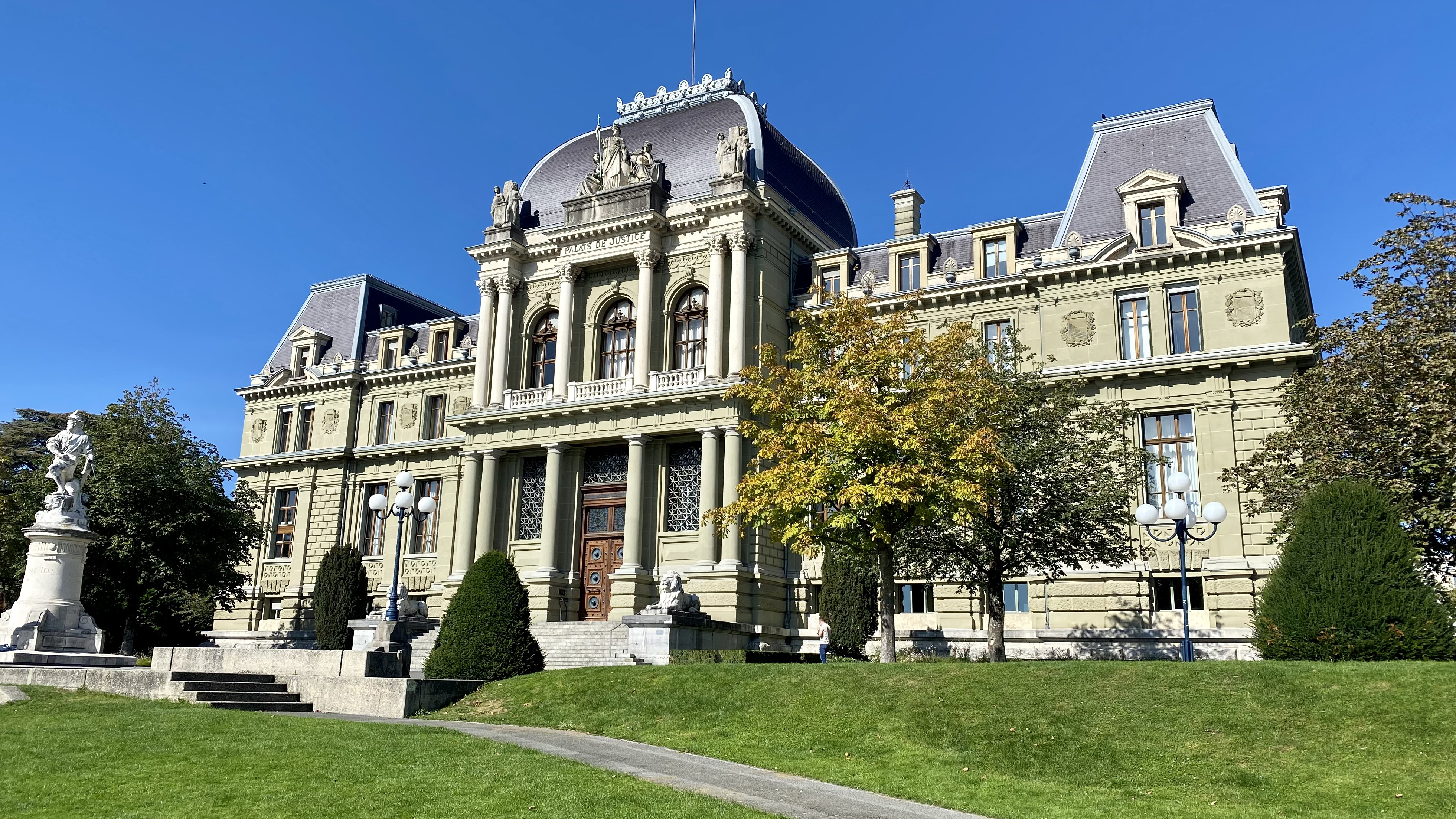
Palais de Justice de Montbenon

Der Palais de Justice de Montbenon ist ein Gerichtsgebäude in Lausanne in der Schweiz und Sitz des Bezirksgerichts Lausanne. Er gehört zum Schweizerischen Inventar der Kulturgüter von nationaler und regionaler Bedeutung.

## Lage
Das Justizgebäude befindet sich im Quartier Montbenon im Stadtteil Centre in Lausanne. Es überragt die Esplanade Montbenon, welche einer der prächtigsten Blumenparks der Stadt ist. Das Gebäude liegt auf einer Hügelkuppe mit freiem Blick auf den Genfersee und die Savoyer Alpen.

## Geschichte
Diese prominente Lage hat den Ursprung, dass sich hier zuerst das Schweizer Bundesgericht befand. Es wurde nach den Plänen des Architekten Benjamin Recordon von 1881 bis 1886 erbaut. Nachdem das Bundesgericht in den 1920er-Jahren in den Park Mon-Repos umgezogen ist, befindet sich hier nun das Bezirksgericht Lausanne.

## Architektur
Die Architektur des Gebäudes ist geprägt von einem ornamentalen Stil der französischen Neorenaissance. Ein massiver, zentraler Baukörper verbindet zwei Flügel, die in Pavillons enden. Grosse Säulen verstärken den emphatischen Ton, welcher sich in der Eingangshalle im Innern fortsetzt.
Die Fassade wird von allegorischen Figuren und Gemälden geziert, welche die Kraft, Helvetia und das Gesetz darstellen. Aus fünfzehn verschiedenen Steinarten aus der ganzen Schweiz wurde die Hauptfassade erstellt. Auf der Esplanade rund um das Gebäude wurden nach dem Bau verschiedene Wahrzeichen des nationalen und lokalen Patriotismus erstellt. Darunter befinden sich Stelen, Büsten, Statuen und eine Kapelle. Es werden unter anderen Alexandre Vinet und Wilhelm Tell geehrt.